# Armada fletcheri
Armada fletcheri är en fjärilsart som beskrevs av Edward P. Wiltshire 1962. Armada fletcheri ingår i släktet Armada och familjen nattflyn. Inga underarter finns listade i Catalogue of Life.